# Carlos Neaves, Lorde Neaves
Carlos Neaves, Lorde Neaves‎‎ ‎‎FRSE‎‎ (1800 - 1876) foi um advogado, juiz, teólogo e escritor escocês. Atuou como ‎‎Procurador-Geral‎‎ (1852), como juiz da ‎‎Corte de Sessão‎‎, a Suprema Corte da Escócia (1854), e como Reitor da Universidade de ‎‎St. Andrews‎‎ (1872). ‎
Neaves era conhecido como um dos primeiros analistas da ‎‎história da evolução‎‎, e é frequentemente citado sobre os temas da ‎‎evolução‎‎ e ‎‎dos direitos das mulheres.‎

## Vida
‎Neaves nasceu em ‎‎Edimburgo‎‎ em 1800, filho de Carlos Neaves (1777-1868), um advogado de Forfar‎‎ e escrivão da Corte Justiciária em Edimburgo, e sua primeira mulher. Seu pai mais tarde casou-se com Maria Ana Wilson (1792-1887), irmã de ‎‎João e ‎‎Jaime Wilson.‎
‎Neaves foi educado no ‎‎High School‎‎ e na Universidade ‎‎de Edimburgo.‎‎ Tornou-se membro da ‎‎Faculdade de Advogados‎‎ aos 22 anos. Casou-se com Eliza Macdonald em 1835. Eles viviam (c. 1833) em uma enorme casa na Rua Queen, 47, na ‎‎Cidade Nova de Edimburgo.‎ Eles se mudaram em 1845 para o endereço mais prestigiado da 7 Charlotte Square.